# Oenotria Plana
Gli Oenotria Plana sono una struttura geologica della superficie di Marte.